# NGC 5675
NGC 5675 (również PGC 51965 lub UGC 9357) – galaktyka spiralna z poprzeczką (SBb), znajdująca się w gwiazdozbiorze Wolarza. Odkrył ją William Herschel 1 maja 1785 roku. Jest to galaktyka z aktywnym jądrem typu LINER.